# Last Melody
Last Melody é o terceiro single álbum do girl group sul-coreano EVERGLOW. Foi lançado pela Yuehua Entertainment em 25 de maio de 2021 e consiste em três faixas.

## Histórico e lançamento
Em 6 de maio de 2021, a Yuehua Entertainment anunciou que Everglow lançaria um single álbum em 25 de maio. Em 17 de maio, a lista de faixas foi lançada. Um dia depois, o vídeo teaser foi lançado. Em 21 de maio, o vídeo medley foi lançado. O álbum foi lançado em 25 de maio junto com o videoclipe do single "First".

## Lista de músicas

#### Lista de faixas para Last Melody[6]
| N.º            | Título                 | Letras                                             | Música                                                                                           | Arranjo        | Duração |  |
| 1.             | "First"                | Park Hee-ah Yoo Ga-young 72 (lyrical station no_9) | Hayley Aitken Olof Lindskog Gavin Jones 72 (lyrical station no_9)                                | OLLIPOP        | 3:32    |  |
| 2.             | "Don't Ask Don't Tell" | I Seu-ran 72 (lyrical station no_9)                | Melanie Fontana Michel "Lindgren" Schulz Mario Marchetti Gino Barletta 72 (lyrical station no_9) | Lindgren       | 3:28    |  |
| 3.             | "Please Please"        | I Bo-ah 72 (lyrical station no_9)                  | Lukas Hällgren Jon Hällgren Maria Marcus                                                         | Maria Marcus   | 4:01    |  |
| Duração total: | Duração total:         | Duração total:                                     | Duração total:                                                                                   | Duração total: | 11:02   |  |

## Histórico de lançamento
| Região | Formato                       | Gravadora          |
| ------ | ----------------------------- | ------------------ |
| Vários | CD digital download streaming | Yuehua Stone Music |